# Az 5 bajtárs
Az 5 bajtárs (eredeti cím: Da 5 Bloods) 2020-ban bemutatott amerikai háborús-filmdráma, melyet Spike Lee rendezett, készített és írt. A főszereplők Delroy Lindo, Jonathan Majors, Clarke Peters, Johnny Trí Nguyễn, Norm Lewis, Isiah Whitlock Jr., Mélanie Thierry, Paul Walter Hauser, Jasper Pääkkönen, Jean Reno és Chadwick Boseman. A film forgatókönyvét eredetileg Danny Bilson és Paul De Meo írta 2013-ban, amit Lee és Kevin Willmott átdolgozott a Csuklyások – BlacKkKlansman (2018) című film sikeres együttműködését követően.
A stáb 2019 februárjában csatlakozott, és a forgatás egy hónappal később kezdődött, júniusig tartott Délkelet-Ázsiában. A projekt 30–50 millió dolláros gyártási költségvetéssel készült, ami Lee egyik legdrágább filmjei közé tartozik.
A filmet 2020. június 12-én mutatták be a Netflixen. A film általánosságban pozitív értékeléseket kapott a kritikusoktól, dicsérték a rendezést, történetet, témákat, operatőri munkákat és Lindo teljesítményét, a kritikusok nagyon "hatásos" filmnek tekintették.

## Cselekmény
A történet középpontjában négy idős vietnámi háborús veterán áll, akik a 2000-es évek elején visszatérnek Vietnámba. Céljuk elvileg egy elesett bajtársuk maradványainak megtalálása. Másrészt az utolsó küldetésük az volt, hogy találjanak meg egy repülőgép roncsot. Ez sikerült nekik. A CIA nagy mennyiségű aranyat helyezett el egy fémládában a repülőgépen, amivel a háborút akarták befolyásolni.
A csapat úgy dönt, hogy az aranyat egyelőre ott hagyják, és majd később visszajönnek érte. A roncs körül heves harcok zajlanak, majd az esőzések miatti földcsuszamlások a roncsot a föld alá temetik. Jóval később műholdas felvételeken tűnik elő a roncs a föld alól.

## Szereplők
- Delroy Lindo – Paul
- Jonathan Majors – David
- Clarke Peters – Otis
- Norm Lewis – Eddie
- Isiah Whitlock Jr. – Melvin
- Johnny Trí Nguyễn – Vinh
- Mélanie Thierry – Hedy Bouvier
- Paul Walter Hauser – Simon
- Jasper Pääkkönen – Seppo Havelin

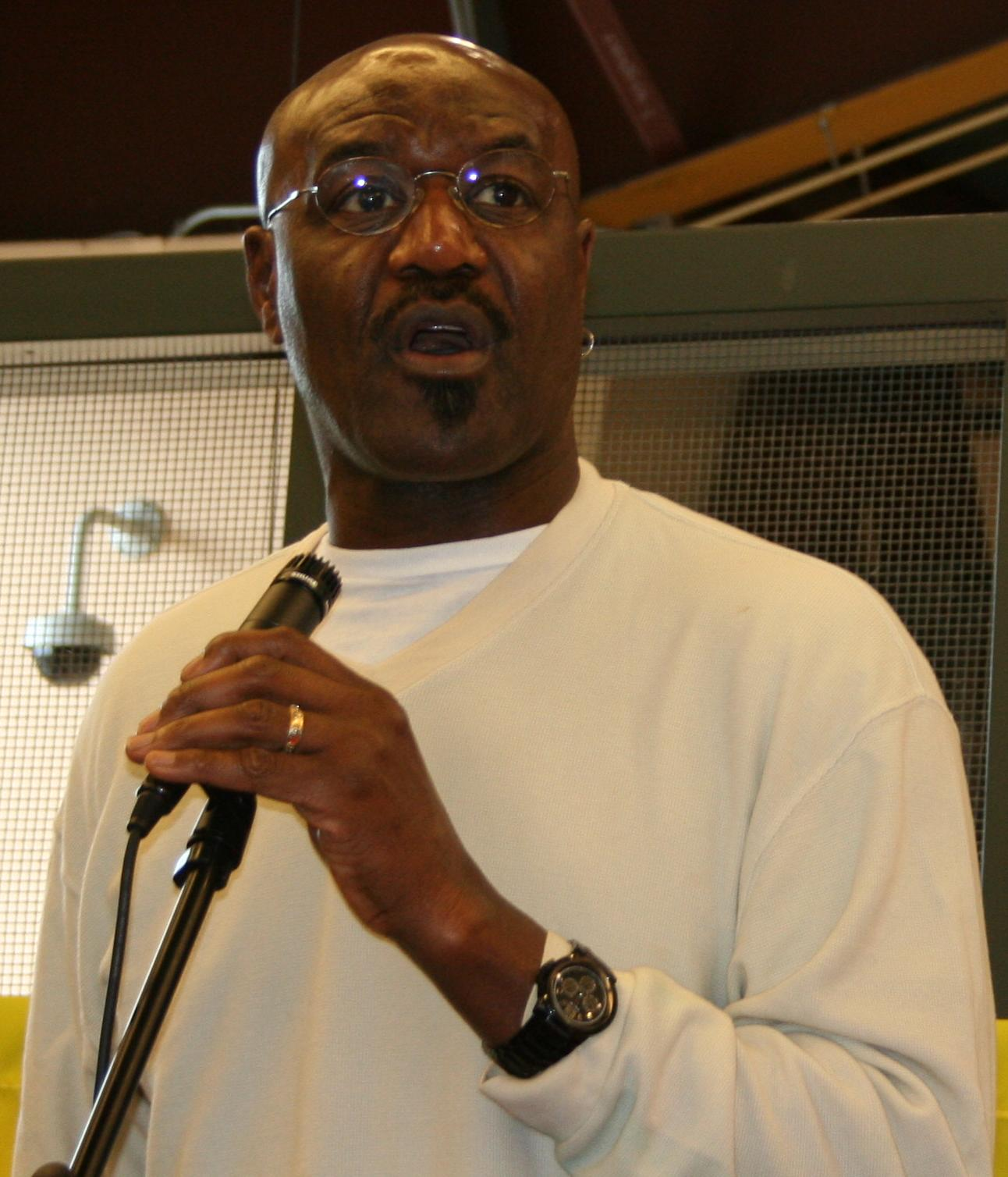
Delroy Lindo kritikai elismerést kapott filmbéli teljesítményéért

- Chadwick Boseman – Norman Earl Holloway
- Jean Reno – Desroche
- Ngô Thanh Vân – Hanoi Hannah
- Lê Y Lan – Tiên
- Nguyễn Ngọc Lâm – Quân
- Sandy Hương Phạm – Michon

## Megjelenés
Az 5 bajtárs 2020. június 12-én jelent meg a Netflixen. A COVID-19 világjárvány előtt a filmet eredetileg a 2020-as Cannes-i Filmfesztiválon tervezték bemutatni, majd májusban vagy júniusban a mozikban játszották, utána a Netflixen sugározták.
Megjelenése után ez volt a legnépszerűbb film az első hétvégén, mielőtt a második helyről a hatodik helyre esett. A Netflix a 2020 második negyedévi jelentésen tartott találkozóján arról számolt be, hogy a filmet a megjelenése óta 27 millióan nézték meg otthon.